# Трупа Ярошенка
Тру́па Яроше́нка Митрофа́на Корні́йовича — театральна трупа, що діяла у 1899—1915 рр. в Україні, Молдавії, на Кубані та в Криму. Керував трупою М. Ярошенко. До складу входили: П. Барвінський, С. Варвалюк, В. Гульденко, Ю. Кипоренко-Доманський, М. Азовська, О. Зініна, О. Пивінська.
У репертуарі переважали побутові п'єси: «Безталанна», «Наймичка» І. Карпенка-Карого, «Лимерівна» П. Мирного, «Ой, не ходи Грицю …», «Циганка Аза» М. Старицького, «Сватання на Гончарівці» Г. Квітки-Основ'яненка; з робочого життя «Каторжна» П. Барвінського; опера «Галька» С. Монюшка та ін.
1907 року до трупи Ярошенка приєдналася трупа Д. Гайдамаки.